# ジオット・キャスピタ
ジオット・キャスピタ（JIOTTO CASPITA ）とは、1988年（昭和63年）に服飾メーカーのワコールの出資で設立されたジオット社が企画し、レーシングカーコンストラクターの童夢が開発・製作を行ったスポーツカー（スーパーカー）である。
「F1 ON THE ROAD」を謳い、斬新な空気力学と美しいデザインは当時のスーパーカーのデザインをリードしたが、1990年代初頭のバブル景気崩壊の影響を受けて市販化には至らなかった。

## 概要
1986年、童夢の林みのる社長、ワコールの塚本能交社長、富士重工業（現・SUBARU）ラリーチームの高岡祥郎監督という3人が銀座で酒を酌み交わした際、林がコースターの裏に書いたスポーツカーの絵が計画の発端となる。林は塚本に資金提供を、高岡にエンジン供給を依頼した。
ワコール創業者の塚本幸一は当時林の岳父であり、ワコールと童夢はモータースポーツ活動におけるスポンサーとチームという形で深いつながりがあった。当時、ワコールは事業拡大計画の一環として男性用ブランドを立ち上げ、アパレル、AV機器、化粧品、カメラなど、各業種へのライセンスビジネスを展開しようとしていた。スポーツカーはそのイメージコアとして、ブランド価値を高める目的を持つことになった。
1988年1月、「ワコール・スポーツカー・プロジェクト」(WASCAP) を発表。スバルとイタリアのモトーリ・モデルニが共同開発したF1用の3.5 L 水平対向12気筒（180度V型）エンジンを搭載することも決定した。同年夏に製造母体のジオット社（ワコール出資）、デザイン担当のジオット・デザイン（Jiotto Design Inc. 童夢出資）が設立され、1989年春に最終デザインと「キャスピタ」の名称が決定した。
ジオット (Jiotto) はイタリアの画家であるジョット・ディ・ボンドーネにちなんだもので、キャスピタ (CASPITA) はイタリア語で「驚き」を意味する間投詞から命名された。ジオット・デザインのチーフデザイナーには、立教大学経済学部卒業後にロサンゼルスのアートセンター・カレッジ・オブ・デザインに入学し、同校卒業後にゼネラルモーターズ（GM）やオペルでデザイナーとしてのキャリアを積んだ伊藤邦久が招かれ、キャスピタのエクステリアとインテリアのスタイリングを手がけた。エンブレムは始祖鳥をインカ文明風にデザインしたものである。

### 計画変更と終焉
1号車は1989年（平成元年）9月末に完成し、松本恵二のドライブでシェイクダウンが行なわれた。同年10月の第28回東京モーターショーでスバルの展示ブースにて参考出品という形で発表され、1991年の市販開始を予定してさらなる開発が続けられた。童夢-零では市販化の壁となった運輸省への認可申請も、イギリスで生産する輸入車という形でクリアした。同時期に開発されていたヤマハ発動機のOX99-11とともに、日本初の量産スーパーカーとして期待された。
しかし、エンジン供給元のスバルは、1990年からコローニチームと組んでへF1へ参戦したものの、予備予選を1度も通過できないまま半年で撤退し、モトーリ・モデルニとの提携を解消した。その結果、スバルはキャスピタ・プロジェクトからも撤退し、残されたワコールと童夢は新たなパワーユニットを探さなければならなくなった。
日産自動車製のV型6気筒ターボエンジンや、ホンダ製のF1エンジンなど様々な検討が行われたが、結局はイギリスのレーシングエンジンビルダーであるエンジン・ディベロップメント製のF1用ジャッドV型10気筒エンジンが選ばれた。元々は水平対向エンジンを搭載するよう開発されていた車体にV型エンジンを搭載することになったため、設計変更を余儀なくされた。また、ボディデザインも市販化に向けて一部修正された。
2号車は1992年夏に完成し、イギリスの公道でテスト走行が重ねられた。1993年7月には日本のナンバープレートを取得した状態で再公開されたが、同時に童夢から市販化の予定がないことがアナウンスされた。すでに日本のバブル景気は崩壊しており、高級スポーツカーを少量生産して採算が取れるような状況ではなくなっていた。

### その後
1989年に公開された1号車は、石川県小松市にある日本自動車博物館内で保存・展示されている。林の談話によれば、スバルの強い要望によりしぶしぶ実車を渡したところ、気がついたら博物館に寄贈されていたという。2号車は滋賀県米原市にある童夢の風洞施設「風流舎」内の倉庫に保管されていたが、2016年に新築移転した童夢の本社に移されている。
1994年には「JIOTTO CASPITA〜世界でたった一台の車が走った日〜」というイメージCDが日本コロムビアから発売された（品番：COCA-11864）。
レースゲーム『アウトモデリスタ』には、風流舎に保管されていた2号車が収録されている。

## メカニズム

### 1号車
車体は当時市販スポーツカーとしては前例のなかったカーボンコンポジットモノコック。童夢はグループCのトヨタ・88C-Vで、三菱レイヨンの協力によりカーボンモノコックを製作した実績を持っていた。単体重量は85 kg。サスペンションはSHOWA製の減衰力可変ダンパーを装備し、最低地上高をレース時には70 mm、一般路速行時には130 mmに切り替え可能。ブレーキはブレンボ製のレーシングタイプを装備する。
スタイリングとデザインはジオット・デザインが担当し、チーフデザイナーの伊藤邦久がエクステリアとインテリアのデザインを担当した。ドアはガルウィング式で、昇降式ドアミラーがドア内部に格納される。空力設計は童夢がグループCで培ってきたノウハウを注ぎ込み、フロントノーズ下の可動式スポイラー、リアデッキの昇降式スポイラー、床下のグラウンド・エフェクトなどによって、車体全体でダウンフォースを発生する。童夢は当初グループCカーへの転用も考えており、リアウィングを備えるクレイモデルも試作された。ボディカラーはシルバーに塗られた。
エンジンは富士重工業が開発していた3.3 Lの水平対向6気筒をチューニングする予定であったが、富士重工業はイタリアのモトーリ・モデルニと提携し、F1参戦に向けて3,497 ccの180度V型12気筒DOHC60バルブエンジンを共同開発する方針に転換した。このエンジンのルーツはカルロ・キティが1972年にアルファロメオ・33TT12（英語）用に設計したもので、公称最高出力600 PS以上を公道走行用に450 PS以上にデチューンし、ミッドシップに搭載する。最大トルクは37.0 kgm / 6,000 rpm。トランスミッションはトラクション・プロダクツ（ワイズマン）と共同開発した横置き6速MTが組み合わせられた。
ホイールはRAYS製のアルミホイール。タイヤは日本ダンロップ製の専用タイヤSP SPORT D40 M2を履く。

### 2号車
2号車のエンジンは1991年からスクーデリア・イタリア（ダラーラ）に供給されていたジャッドGV（3,497 cc、72度V型10気筒DOHC50バルブ）。これを最高出力585 PS / 10,750 rpm、最大トルク39.2 kgm / 10,500 rpmにデチューンして搭載した。
車体側ではモノコック後部やリアサスペンション取り付け位置、ギアボックスに仕様変更が施された。横幅の広い水平対向エンジンと比較して、V型エンジンを搭載する方がディフューザーの空間確保ではメリットがあった。
スタイリングも生産性や当時の保安基準に合わせてリデザインが施された。ドアミラーは固定式になり、フロントの可動式スポイラーや2灯プロジェクターランプは廃止された。また、リアカウルの分割ラインも変更されている。ボディカラーはクリーム色に塗られた。